# Металлический шторм (роман)
Металлический шторм (тур. Metal Fırtına) — роман турецких писателей Оркуна Учара и Бурака Турна 2004 года. Сразу стал бестселлером в Турции, где к 2006 году было продано несколько сотен тысяч копий.
Книга привлекла международное внимание в основном потому, что в ней рассказывается о войне между Турцией и США (которые являются союзниками по НАТО), а также из-за того, что она была воспринята с энтузиазмом в самой Турции. Согласно турецкой газете Radikal: «Её внимательно читают министерство иностранных дел и Генштаб», а также «есть она и у всех членов правительств». Другой интересный момент в книге — то, что союзниками Турции в противостоянии с США являются Россия и Евросоюз, которые исторически часто являлись противниками Турции.
Сюжет книги и её восприятие турецким обществом, как считают многие обозреватели, отражает растущий уровень антиамериканизма в связи с войной против терроризма, войной в Ираке и особенно из-за событий 4 июля 2003 года в иракской Сулеймании, где были задержаны американцами 14 турецких военных, что было воспринято в Турции как национальное оскорбление. Турецкое общество также негативно относится к поддержке Соединёнными штатами курдов в Ираке, которые стремятся к созданию независимого государства Курдистан на территориях Турции, Ирака, Ирана и Сирии.

## Сюжет
2007 год. Операция США против Турции начинается после ввода турецких частей в северный Ирак в ответ на действия курдов. США не препятствуют действиям турок в Ираке, но развязывают против них информационную войну, называя Турцию агрессором, осуждая действия Турции на Кипре, признав в конгрессе геноцид армян и тому подобное, чтобы затем развязать против Турции войну. Военно-политическая элита Турции никак не может поверить, что США начнут против них войну после десятилетий сотрудничества и даже после нападения США на Турцию с трудом в это верят. Вооружённые силы США вторгаются в Турцию, чтобы получить контроль над месторождениями важного стратегического ресурса, буры. Другой причиной войны является желание христианских правителей в США и Ватикане освободить Стамбул от 500-летнего турецкого владычества и распространить христианство на территориях бывшей Византийской империи. После овладения главными городами в Турции, США пытаются возобновить действие Севрского договора по разделу Турции между её историческими противниками Грецией и Арменией. Турция отвечает на это заключением военного союза с Китаем, Россией и Германией. Агенту турецких спецслужб удаётся выкрасть американскую ядерную бомбу и взорвать её в Вашингтоне, убив миллионы людей. Это, однако, даёт противоположный результат и американские войска усиливают притеснения турецких граждан на оккупированной территории и вторжение значительно ускоряется. Когда армия США достигает Стамбула, конфликт перерастает в уличные бои между силами США, турецкими вооружёнными гражданами, остатками турецкой армии и силами полиции. Однако близкая победа США оборачивается поражением. Оккупация Стамбула вынуждает Россию, ЕС и Китай заключить военный союз и пригрозить США ядерной войной, чтобы остановить вторжение. Война прекращается, армия США отступает и Турция спасена. Агент, член тайной турецкой разведывательной службы «Серая команда», обученный с рождения, послушный и не ограниченный моралью сирота, похищает вдохновителя вторжения, главного исполнительного директора корпорации, поддерживающей президента. И книга заканчивается в Центральной Азии сценой пыток вышеупомянутого исполнительного директора.
Правительство США в романе возглавляет безымянный президент США, напоминающий Джорджа Буша. Он изображён как фанатик-евангелист. Из правительства США упоминаются также реально существующие члены кабинета министров США Кондолиза Райс и Дональд Рамсфелд. В романе также присутствуют реально правившие в тот момент политические лидеры, возглавляющие соответствующие государства.